# Montenegró a 2008. évi nyári olimpiai játékokon
Montenegró a kínai Pekingben megrendezett 2008. évi nyári olimpiai játékok egyik részt vevő nemzete volt. Az országot az olimpián 6 sportágban 19 sportoló képviselte, akik érmet nem szereztek. Montenegró önállóan először vett részt az olimpiai játékokon.

## Atlétika
Férfi
| Versenyző          | Versenyszám | Eredmény | Helyezés |
| ------------------ | ----------- | -------- | -------- |
| Goran Stojiljković | Maraton     | 2:28:14  | 62.      |

Női
| Versenyző        | Versenyszám | Előfutam | Előfutam | Előfutam | Negyeddöntő | Negyeddöntő | Negyeddöntő | Elődöntő | Elődöntő | Elődöntő | Döntő   | Döntő    |
| Versenyző        | Versenyszám | Idő      | Hely.    | Össz.    | Idő         | Hely.       | Össz.       | Idő      | Hely.    | Össz.    | Idő     | Helyezés |
| ---------------- | ----------- | -------- | -------- | -------- | ----------- | ----------- | ----------- | -------- | -------- | -------- | ------- | -------- |
| Milena Milašević | 100 m       | 12,65    | 8.       | 66.      | kiesett     | kiesett     | kiesett     | kiesett  | kiesett  | kiesett  | kiesett | kiesett  |

## Cselgáncs
Férfi
| Versenyző        | Versenyszám | Selejtező                      | 32-es főtábla                     | Nyolcaddöntő              | Negyeddöntő                        | Elődöntő          | Vigaszág első kör | Vigaszág negyeddöntő                     | Vigaszág elődöntő | Bronz- mérkőzés   | Döntő             | Helyezés |
| Versenyző        | Versenyszám | Ellenfél Eredmény              | Ellenfél Eredmény                 | Ellenfél Eredmény         | Ellenfél Eredmény                  | Ellenfél Eredmény | Ellenfél Eredmény | Ellenfél Eredmény                        | Ellenfél Eredmény | Ellenfél Eredmény | Ellenfél Eredmény | Helyezés |
| ---------------- | ----------- | ------------------------------ | --------------------------------- | ------------------------- | ---------------------------------- | ----------------- | ----------------- | ---------------------------------------- | ----------------- | ----------------- | ----------------- | -------- |
| Srđan Mrvaljević | Váltósúly   | Júszef Badra (TUN) · 0020-0010 | José Mba Nchama (GEQ) · 1011-0000 | Kuo Lej (CHN) · 0111-0001 | Guillaume Elmont (NED) · 0000-0010 |                   |                   | Damdinszürengín Njamhű (MGL) · 0000-1002 | kiesett           | kiesett           |                   | 9.       |

## Ökölvívás
| Versenyző       | Versenyszám | Selejtező         | Nyolcaddöntő                 | Negyeddöntő       | Elődöntő          | Döntő             | Helyezés |
| Versenyző       | Versenyszám | Ellenfél Eredmény | Ellenfél Eredmény            | Ellenfél Eredmény | Ellenfél Eredmény | Ellenfél Eredmény | Helyezés |
| --------------- | ----------- | ----------------- | ---------------------------- | ----------------- | ----------------- | ----------------- | -------- |
| Milorad Gajović | Nehézsúly   |                   | Ilíasz Pavlídisz (GRE) · 3-7 | kiesett           | kiesett           | kiesett           | 9.       |

## Sportlövészet
Férfi
| Versenyző        | Versenyszám    | Selejtező | Selejtező | Döntő   | Döntő    |
| Versenyző        | Versenyszám    | Pont      | Helyezés  | Pont    | Helyezés |
| ---------------- | -------------- | --------- | --------- | ------- | -------- |
| Nikola Šaranović | Légpisztoly    | 570       | 40.       | kiesett | kiesett  |
| Nikola Šaranović | Szabadpisztoly | 535       | 44.       | kiesett | kiesett  |

## Úszás
Női
| Versenyző  | Versenyszám | Előfutam | Előfutam | Előfutam | Elődöntő | Elődöntő | Elődöntő | Döntő   | Döntő    |
| Versenyző  | Versenyszám | Idő      | Hely.    | Össz.    | Idő      | Hely.    | Össz.    | Idő     | Helyezés |
| ---------- | ----------- | -------- | -------- | -------- | -------- | -------- | -------- | ------- | -------- |
| Marina Kuč | 200 m mell  | 2:31,24  | 3.       | 31.      | kiesett  | kiesett  | kiesett  | kiesett | kiesett  |

## Vízilabda

### Férfi
| Montenegrói nemzeti férfi vízilabdacsapat-játékoskeret | Montenegrói nemzeti férfi vízilabdacsapat-játékoskeret | Montenegrói nemzeti férfi vízilabdacsapat-játékoskeret | Montenegrói nemzeti férfi vízilabdacsapat-játékoskeret | Montenegrói nemzeti férfi vízilabdacsapat-játékoskeret | Montenegrói nemzeti férfi vízilabdacsapat-játékoskeret | Montenegrói nemzeti férfi vízilabdacsapat-játékoskeret |
| #                                                      | Név                                                    | Poszt                                                  | Magasság                                               | Súly                                                   | Kor                                                    | Klub                                                   |
| ------------------------------------------------------ | ------------------------------------------------------ | ------------------------------------------------------ | ------------------------------------------------------ | ------------------------------------------------------ | ------------------------------------------------------ | ------------------------------------------------------ |
| 1                                                      | Zdravko Radić                                          | GK                                                     | 1,93 m (6 ft 4 in)                                     | 95 kg                                                  | 1979. június 24. (29 évesen)                           | VK Primorac Kotor                                      |
| 2                                                      | Draško Brguljan                                        | D                                                      | 1,94 m (6 ft 4 in)                                     | 85 kg                                                  | 1984. december 27. (23 évesen)                         | VK Primorac Kotor                                      |
| 3                                                      | Vjekoslav Pasković                                     | D                                                      | 1,80 m (5 ft 11 in)                                    | 83 kg                                                  | 1985. március 23. (23 évesen)                          | VK Primorac Kotor                                      |
| 4                                                      | Nikola Vukčević                                        | CF                                                     | 1,99 m (6 ft 6 in)                                     | 107 kg                                                 | 1985. november 14. (22 évesen)                         | PVK Jadran                                             |
| 5                                                      | Nikola Janović                                         | D                                                      | 1,90 m (6 ft 3 in)                                     | 100 kg                                                 | 1980. március 22. (28 évesen)                          | Posillipo Napoli                                       |
| 6                                                      | Milan Tičić                                            | CB                                                     | 1,97 m (6 ft 6 in)                                     | 95 kg                                                  | 1979. augusztus 14. (28 évesen)                        | PVK Budvanska Rivijera                                 |
| 7                                                      | Mlađan Janović                                         | D                                                      | 1,90 m (6 ft 3 in)                                     | 93 kg                                                  | 1984. június 11. (24 évesen)                           | VK Primorac Kotor                                      |
| 8                                                      | Veljko Uskoković                                       | D                                                      | 1,85 m (6 ft 1 in)                                     | 100 kg                                                 | 1971. március 29. (37 évesen)                          | PVK Budvanska Rivijera                                 |
| 9                                                      | Aleksandar Ivović                                      | CB                                                     | 1,97 m (6 ft 6 in)                                     | 103 kg                                                 | 1986. február 24. (22 évesen)                          | PVK Jadran                                             |
| 10                                                     | Boris Zloković                                         | CF                                                     | 2,00 m (6 ft 7 in)                                     | 99 kg                                                  | 1983. március 16. (25 évesen)                          | Posillipo Napoli                                       |
| 11                                                     | Vladimir Gojković                                      | D                                                      | 1,88 m (6 ft 2 in)                                     | 92 kg                                                  | 1981. január 29. (27 évesen)                           | PVK Jadran                                             |
| 12                                                     | Predrag Jokić                                          | CB                                                     | 1,95 m (6 ft 5 in)                                     | 92 kg                                                  | 1983. február 3. (25 évesen)                           | Pro Recco                                              |
| 13                                                     | Miloš Šćepanović                                       | GK                                                     | 1,85 m (6 ft 1 in)                                     | 88 kg                                                  | 1982. október 9. (25 évesen)                           | PVK Jadran                                             |
| Vezetőedző:                                            |                                                        |                                                        |                                                        |                                                        |                                                        |                                                        |

- Kor: 2008. augusztus 10-i kora

#### Eredmények
Csoportkör
A csoport
| Csapat              | M | Gy | D | V | G+ | G– | Gk  | P |
| ------------------- | - | -- | - | - | -- | -- | --- | - |
| Magyarország (HUN)  | 5 | 4  | 1 | 0 | 60 | 36 | +24 | 9 |
| Spanyolország (ESP) | 5 | 4  | 0 | 1 | 52 | 34 | +18 | 8 |
| Montenegró (MNE)    | 5 | 2  | 2 | 1 | 43 | 31 | +12 | 6 |
| Ausztrália (AUS)    | 5 | 2  | 1 | 2 | 45 | 40 | +5  | 5 |
| Görögország (GRE)   | 5 | 1  | 0 | 4 | 37 | 56 | –19 | 2 |
| Kanada (CAN)        | 5 | 0  | 0 | 5 | 21 | 61 | –40 | 0 |

| 2008. augusztus 10. 10:50 (4:50) | Magyarország (HUN)   | 10–10 | Montenegró (MNE) | Ying Tung Natatorium, Peking Játékvezetők: Margeta (SLO), Caputi (ITA) |
| 2008. augusztus 10. 10:50 (4:50) | (3–3, 3–1, 2–4, 2–2) |       |                  | Ying Tung Natatorium, Peking Játékvezetők: Margeta (SLO), Caputi (ITA) |
| 2008. augusztus 10. 10:50 (4:50) | három játékos 2      |       | M. Janović 4     | Ying Tung Natatorium, Peking Játékvezetők: Margeta (SLO), Caputi (ITA) |

| 2008. augusztus 12. 9:30 (3:30) | Kanada (CAN)         | 0–12            | Montenegró (MNE) | Ying Tung Natatorium, Peking Játékvezetők: Knights (NZL), Pinker (RSA) |
| 2008. augusztus 12. 9:30 (3:30) | (0–3, 0–4, 0–4, 0–1) |                 |                  | Ying Tung Natatorium, Peking Játékvezetők: Knights (NZL), Pinker (RSA) |
| 2008. augusztus 12. 9:30 (3:30) |                      | három játékos 2 |                  | Ying Tung Natatorium, Peking Játékvezetők: Knights (NZL), Pinker (RSA) |

| 2008. augusztus 14. 14:00 (8:00) | Montenegró (MNE)     | 10–6 | Görögország (GRE) | Ying Tung Natatorium, Peking Játékvezetők: Tulga (TUR), Margeta (SLO) |
| 2008. augusztus 14. 14:00 (8:00) | (3–1, 2–1, 5–2, 0–2) |      |                   | Ying Tung Natatorium, Peking Játékvezetők: Tulga (TUR), Margeta (SLO) |
| 2008. augusztus 14. 14:00 (8:00) | négy játékos 2       |      | Dószkasz 2        | Ying Tung Natatorium, Peking Játékvezetők: Tulga (TUR), Margeta (SLO) |

| 2008. augusztus 16. 14:00 (8:00) | Spanyolország (ESP)  | 12–6 | Montenegró (MNE)     | Ying Tung Natatorium, Peking Játékvezetők: Chaney (USA), Tulga (TUR) |
| 2008. augusztus 16. 14:00 (8:00) | (3–0, 4–1, 3–4, 2–1) |      |                      | Ying Tung Natatorium, Peking Játékvezetők: Chaney (USA), Tulga (TUR) |
| 2008. augusztus 16. 14:00 (8:00) | Molina 3             |      | N. Janović, Ivović 2 | Ying Tung Natatorium, Peking Játékvezetők: Chaney (USA), Tulga (TUR) |

| 2008. augusztus 18. 12:10 (6:10) | Montenegró (MNE)     | 5–5 | Ausztrália (AUS) | Ying Tung Natatorium, Peking Játékvezetők: Chaney (USA), Caputi (ITA) |
| 2008. augusztus 18. 12:10 (6:10) | (2–1, 1–2, 0–1, 2–1) |     |                  | Ying Tung Natatorium, Peking Játékvezetők: Chaney (USA), Caputi (ITA) |
| 2008. augusztus 18. 12:10 (6:10) | öt játékos 1         |     | öt játékos 1     | Ying Tung Natatorium, Peking Játékvezetők: Chaney (USA), Caputi (ITA) |

Az elődöntőbe jutásért
| 2008. augusztus 20. 16:00 (9:00) | Montenegró (MNE)     | 7–6 | Horvátország (CRO) | Ying Tung Natatorium, Peking Játékvezetők: Tulga (TUR), Bock (GER) |
| 2008. augusztus 20. 16:00 (9:00) | (3–1, 2–3, 1–0, 1–2) |     |                    | Ying Tung Natatorium, Peking Játékvezetők: Tulga (TUR), Bock (GER) |
| 2008. augusztus 20. 16:00 (9:00) | három játékos 2      |     | Hinić 2            | Ying Tung Natatorium, Peking Játékvezetők: Tulga (TUR), Bock (GER) |

Elődöntő
| 2008. augusztus 22. 18:20 (12:20) | Magyarország (HUN)   | 11–9 | Montenegró (MNE) | Ying Tung Natatorium, Peking Játékvezetők: Simion (ROU), Tulga (TUR) |
| 2008. augusztus 22. 18:20 (12:20) | (3–4, 3–3, 3–0, 2–2) |      |                  | Ying Tung Natatorium, Peking Játékvezetők: Simion (ROU), Tulga (TUR) |
| 2008. augusztus 22. 18:20 (12:20) | Kiss 3               |      | három játékos 2  | Ying Tung Natatorium, Peking Játékvezetők: Simion (ROU), Tulga (TUR) |

Bronzmérkőzés
| 2008. augusztus 24. 14:20 (8:20) | Montenegró (MNE)     | 4–6 | Szerbia (SRB) | Ying Tung Natatorium, Peking Játékvezetők: Simion (ROU), Tulga (TUR) |
| 2008. augusztus 24. 14:20 (8:20) | (0–2, 1–2, 1–2, 2–0) |     |               | Ying Tung Natatorium, Peking Játékvezetők: Simion (ROU), Tulga (TUR) |
| 2008. augusztus 24. 14:20 (8:20) | M. Janović 2         |     | Savić 2       | Ying Tung Natatorium, Peking Játékvezetők: Simion (ROU), Tulga (TUR) |

| Csapat           | Helyezés |
| ---------------- | -------- |
| Montenegró (MNE) | 4.       |